# Józef Topornicki
Józef Topornicki (ur. 1902 w Topornicy, zm. 2001) – polski nauczyciel, harcerz.
W 1998 roku, 27 kwietnia uchwałą nr LIV/375/98 otrzymał Honorowe Obywatelstwo Zamościa. W uzasadnieniu Rada Miejska napisała w uznaniu za patriotyczną postawę w 1918 roku, działalność w ZHP i w Związku Strzeleckim „Strzelec” w okresie międzywojennym oraz okupacji hitlerowskiej, niestrudzoną 51 letnia pracę wychowawczo – dydaktyczną z młodzieżą oraz rozwój szkolnictwa.